# HIStory2
《HIStory2》為HIStory系列的第二季，是2018年由臺灣CHOCO TV製作的BL偶像劇。HIStory2共分為兩個單元，分別為《是非》和《越界》，分別於2017年10月開鏡拍攝。HIStory2由江常輝和張行、盧彥澤和范少勳以及楊孟霖和施柏宇飾演三組同性情侶，分別作為兩個單元的故事主線。
HIStory2自2017年10月26日起發起群眾募資，共募得新台幣257萬8029元，不僅已達原先設定門檻，更破台劇募資新紀錄。

## 紀事
- 2017年10月12日宣布開拍第二季[3]
- 2017年10月26日於群募貝果開始群眾募資[4]，並在YouTube釋出卡司及角色介紹影片[5]
- 2017年11月19日募資已達標，並超過224萬，破台灣戲劇募資紀錄
- 2017年12月22日募資結束，共募得NT$2,578,029，達原目標的128%
- 2018年1月3日CHOCO TV官方臉書與YouTube釋出首波預告搶先看[6]
- 2018年1月30日“是非”於CHOCO TV上架
- 2018年2月1日HIStory2寫真典藏特集開始於CHOCO SHOP與博客來開放預購，於2月7日開始出貨
- 2018年2月7日HIStory2寫真典藏特集於誠品、金石堂、光南等連鎖書店上架販售
- 2018年3月6日“越界”於CHOCO TV上架
- 2018年3月20日周邊商品於Fandora開放預購[7]
- 2018年4月14日於Neo Studio舉行HIStory2粉絲見面會
- 2018年4月29日起於中華電信MOD平台之EYE TV戲劇台播出HIStory系列兩季
- 2018年5月23日開放預購HIStory2原聲帶
- 2018年5月31日公開官方主題曲MV
- 2018年6月1日HIStory2原聲帶上架、HIStory2限量典藏版DVD開放預購
- 2018年6月1日香港hmvod開播記者會
- 2018年6月12日確定HIStory系列將於華視暑期八點檔播出
- 2018年6月22日HIStory2限量典藏版DVD正式發行
- 2018年7月17日，《是非》於華視主頻播出
- 2018年7月20日，《越界》於華視主頻播出
- 2018年8月17日，位於高雄的HIStory主題限定店開幕，並宣布將開拍《越界》電影版——《跨界》。《是非》則因為飾演優優的小演員需專注學業而沒有後續。
- 2018年8月29日，《越界》入圍第53屆金鐘獎最佳迷你劇集奬
- 2018年11月19日，《是非》於日本電視台 DATV頻道播出
- 2018年11月20日，《越界》於日本電視台 DATV頻道播出
- 2018年11月22日，HIStory2於泰國Doonee平台上架
- 2019年1月1日，HIStory2於日本的Video Market平台及Rakuten TV平台上架
- 2019年3月27日，《是非》官方衍生短篇漫畫《幸福得要命王國》出版，刊於 CCC創作集 第12號，由BL漫畫家MN繪製。
- 2020年，宣佈《越界》電影版—《跨界》取消。

## 播出時間

### 網路
| 頻道               | 所在地 | 單元 | 播映日期                    | 播出時間         |
| ------------------ | ------ | ---- | --------------------------- | ---------------- |
| CHOCO TV、 LINE TV | 臺灣   | 是非 | 2018年1月30日—2018年2月21日 | 每週二、三 21:00 |
| CHOCO TV、 LINE TV | 臺灣   | 越界 | 2018年3月6日—2018年3月28日  | 每週二、三 21:00 |

## 是非
《是非》（英語：Right or Wrong）是HIStory系列第二季的第一個單元，由李青蓉導演執導，江常輝、張行主演，以師生戀為主題的BL偶像劇單元，於2018年1月30日至2月21日於CHOCO TV首播。

### 劇情大綱
是奕杰（江常輝 飾）是離婚的考古學教授，獨力撫養女兒是可優（葉翊恩 飾），非盛哲（張行 飾）則是是奕杰的學生，陰錯陽差成為了是可優的保母，進入了是奕杰的生活，原本忙於工作的是奕杰，從每天三餐不定，到回家就有溫熱的飯菜，感受到有人等待自己回家的溫暖，讓是奕杰對非盛哲感情起了變化，而帥氣的是奕杰，更是讓非盛哲心動不已，兩人之間的情愫日益增長，展開一段男人、男孩、小女孩一家三口的家庭愛情故事。

### 演員
| 演員   | 角色   | 介紹 |
| 江常輝 | 是奕杰 | 非盛哲的大學講師。離婚後獨力扶養女兒優優。因不懂如何照顧女兒和整理家裡環境，而聘請了非盛哲當保母。                                                                                    |
| 張 行  | 非盛哲 | 花美男大學生。因在話劇社活動中意外認識了優優，進而闖入了父女倆的生活。其實他在高一下時就和是奕杰相識，為了報恩而答應是奕杰的請求成為兩人的保母。                                      |
| 葉翊恩 | 是可優 | 奕杰的女兒。與爸爸一起生活，但因是奕杰不懂得如何照顧她，導致她必須學習獨立。她很喜歡非盛哲這個保母。                                                                                  |
| 蘇育惟 | 葉玟伶 | 別稱葉子，非盛哲的大學同班同學，也是他的知心好友，時而關心小非的生活、給予幫助與意見，但對於自己的感情卻選擇逃避。                                                                    |
| 初孟軒 | 周紹安 | 非盛哲的大學同班同學，周心如的弟弟。一開始被葉子誤以為喜歡小非，但其實喜歡的人是葉子。                                                                                                |
| 康茵茵 | 周心如 | 是可優的母親，周紹安的姊姊。四年前因為無法承受照顧小孩的壓力而與是奕杰離婚，四年後卻突然出現想和是奕杰復合、挽回家庭。                                                                |
| 趙永馨 | 娟 姐  | 非盛哲的母親。對是奕杰與小非在一起的決定充滿擔憂，卻清楚是奕杰的為人以及勇氣，只有他能讓小非快樂，身為母親也才能安心。                                                                |
| 邱志宇 | 江兆鵬 | 是奕杰的同學。一心想和是奕杰去馬里考古完成夢想，卻在過程中發現好友尋獲真愛，表面上滿不在乎，一副玩世不恭模樣，心裡卻也默默給予好友祝福。 後再於第三季《圈套》登場，為江勁堂之小叔公。 |

### 戲劇歌曲
| 曲別   | 歌名                       | 演唱者                             | 作詞                               | 作曲                               | 備註                                                                |
| 片頭曲 | 愛的蛋包飯                 | 陳瑋儒                             | 陳瑋儒                             | 陳瑋儒                             |                                                                     |
| 片尾曲 | 是是非非                   | 李振源                             | 陳瑋儒                             | 陳瑋儒                             |                                                                     |
| 插曲   | CLOCKS AND WATCHES         | 久升音藝-CAVENDISH                 | 久升音藝-CAVENDISH                 | 久升音藝-CAVENDISH                 | 出自專輯《FEMININE INDIE》                                          |
| 插曲   | The Contentedness Of Being | 久升音藝-LOVELY MUSIC              | 久升音藝-LOVELY MUSIC              | 久升音藝-LOVELY MUSIC              | 出自專輯《THE SILVER NOTEBOOK - UPLIFTING PIANO STRINGS FOR DRAMA》 |
| 插曲   | HAPPY MEMORIES             | 久升音藝-LOVELY MUSIC              | 久升音藝-LOVELY MUSIC              | 久升音藝-LOVELY MUSIC              | 出自專輯《BRIGHT AND CLEAR - POSITIVE PIANO》                       |
| 插曲   | Routine (Trailer Music)    | 烏狄・哈帕斯 & Rotem Moav          | 烏狄・哈帕斯 & Rotem Moav          | 烏狄・哈帕斯 & Rotem Moav          | 出自專輯《Indie Film Score Reload》                                 |
| 插曲   | Arrivals (Trailer Music)   | 烏狄・哈帕斯 & Rotem Moav          | 烏狄・哈帕斯 & Rotem Moav          | 烏狄・哈帕斯 & Rotem Moav          | 出自專輯《Indie Film Score Reload》                                 |
| 插曲   | The Jumping Flea           | Bob Porembski                      | Bob Porembski                      | Bob Porembski                      | 出自專輯《Duke of Uke》                                             |
| 插曲   | Along the Seine            | Stephen V. Bulla & Jeff M. Kidwell | Stephen V. Bulla & Jeff M. Kidwell | Stephen V. Bulla & Jeff M. Kidwell | 出自專輯《Hot Club Jazz : Café Life》                               |
| 插曲   | Paris Pigalle              | Paris Cafe Ensemble                | Paris Cafe Ensemble                | Paris Cafe Ensemble                | 出自專輯《Café Paris : French Accordion & Gypsy Guitar Favorites》  |
| 插曲   | Little Joy                 | Amber Quintero & Scott Feldman     | Amber Quintero & Scott Feldman     | Amber Quintero & Scott Feldman     | 出自專輯《Indie Folk Songs(Warm & Positive)》                       |
| 插曲   | What Even Now              | Vincent Nguyen & Rainer Peters     | Vincent Nguyen & Rainer Peters     | Vincent Nguyen & Rainer Peters     | 出自專輯《Better Be Cool》                                          |

## 越界
《越界》（英語：Crossing the Line）是HIStory系列第二季的第二個單元，由蔡宓潔導演執導，盧彥澤、范少勳、楊孟霖、施柏宇主演，以校園和排球為主題的BL偶像劇單元，於2018年3月6日至28日於CHOCO TV首播。原定計畫拍攝電影加長版《跨界》（英語：Crossover），但於2020年宣布公司因應COVID-19疫情調整內容策略方向而取消。

### 劇情大綱
不良少年如何變身熱血排少，譜出一個交織汗水、青春的愛情故事。

### 演員
| 演員   | 角色   | 介紹 |
| 盧彥澤 | 邱子軒 | 志弘中學三年級生，學校排球隊經理，很喜欢排球，是个排球控。因為腳傷而不能下場比賽，小腿还会经常抽筋。個性理智冷靜、斯文幹練，脾气很好，別稱為「眼鏡仔」。是一個妹控，對於妹妹的請求很少拒絕。最喜歡的飲料是可爾必思。以前背號7。                                                                                      |
| 范少勳 | 夏宇豪 | 原本就讀北江高中二年級，後被退學並轉學到志弘中學二年級，跟王振文、王振武同班。他是不良少年名人榜上響叮噹的人物，但事實上他是見義勇為、幫好友出手教訓惡霸的熱血男孩，因打架退學轉校後，被延攬加入排球隊而喜歡上邱子軒。背號13。                                                                                       |
| 楊孟霖 | 王振文 | 暗戀王振武，原本就讀北江高中二年級，陪夏宇豪退學並轉學到志弘中學二年級，跟夏宇豪、王振武同班。文爸與武媽再婚，是王振武沒有血緣關係的弟弟，一直默默喜歡著沒有血緣關係的哥哥。個性有點衝動又有點呆。加入志弘排球隊負責經理的職務。                                                                                     |
| 施柏宇 | 王振武 | 原名張力勤。原本就讀北江高中三年級，陪夏宇豪退學並轉學到志弘中學二年級，跟夏宇豪、王振文同班。武媽與文爸再婚，是王振文沒有血緣關係的哥哥，因王振文小時候被綁架，練就一身武藝，立誓要用一輩子保護依賴他的弟弟。個性斯文冷静，沉默寡言，是株弟弟向日葵，所有的温柔柔情只给弟弟一人。跟隨著振文加入志弘排球隊，背號11。 |
| 謝毅宏 | 賀承恩 | 志弘中學三年級生，學校排球隊隊長，何小小的男友。與邱子軒有著密不可分的默契，提出要夏宇豪加入排球隊。背號3。 |
| 林子珊 | 邱倩如 | 北江高中的學生，邱子軒的妹妹，喜歡夏宇豪，因為哥哥邱子軒的關係，所以後來接受了。 |
| 宮瑞君 | 何中中 | 何小小的姊姊，夏宇豪、王振文、王振武的班導師，志弘中學排球隊教練。 |
| 宗念美 | 何小小 | 何中中的妹妹，志弘中學排球隊助理，腐女漫畫家，賀承恩的女友。 |
| 許少瑜 | 陳家均 | 志弘中學二年級生，學校排球隊隊員，背號7。常常看到邱子軒特別照顧夏宇豪時就很不屑。 |
| 王毓翔 | 李俊喆 | 志弘中學二年級生，學校排球隊隊員，背號4。被賀承恩和陳家均戲稱為「小吉吉」。 |
| 章哲銘 | 江勁揚 | 江勁騰之表弟 志弘中學一年級生，學校排球隊隊員，背號5。 |
| 李漢城 | 林大可 | 志弘中學三年級生，學校排球隊隊員，背號2。 |
| 潘偉銘 | 龔萬祥 | 別稱小甲，志弘中學二年級生，學校排球隊隊員，背號10。 |
| 湯瑋琪 | 莉 琪  | 被王振文誤會為喜歡王振武，但喜歡王振文。 |
| 張 翰  | 曾正帆 | 志弘中學教務主任，綽號「真正煩」。 |
| 劉鴻敏 | 劉鴻敏 | 仁和高中排球隊隊員，背號7。 |
| 劉鴻   | 劉鴻   | 仁和高中排球隊隊員，背號2。 |

### 戲劇歌曲
| 曲別   | 歌名                            | 演唱者                                            | 作詞                                              | 作曲                                              | 備註                                                                |
| 片頭曲 | 完美的扣球                      | 劉鴻敏、劉鴻                                      | 陳瑋儒                                            | 陳瑋儒                                            |                                                                     |
| 片尾曲 | 越界                            | 李振源                                            | 青鳥合唱團                                        | 青鳥合唱團                                        |                                                                     |
| 插曲   | ANTI-HERO                       | 久升音藝-GOTHICSTORM                              | 久升音藝-GOTHICSTORM                              | 久升音藝-GOTHICSTORM                              | 出自專輯《LOOK TO THE STARS》                                       |
| 插曲   | 背著你回家                      |                                                   |                                                   | 陳瑋儒                                            |                                                                     |
| 插曲   | 越界 完整吉他版                 | 李振源                                            | 青鳥合唱團                                        | 青鳥合唱團                                        |                                                                     |
| 插曲   | Write It Off                    | Vincent Nguyen & Rainer Peters                    | Vincent Nguyen & Rainer Peters                    | Vincent Nguyen & Rainer Peters                    | 出自專輯《Better Be Cool》                                          |
| 插曲   | Cooking up a Storm              | Haris Custovic                                    | Haris Custovic                                    | Haris Custovic                                    | 出自專輯《Strings & Beats》                                         |
| 插曲   | Boundless                       | Jochen Flach & Benson Taylor                      | Jochen Flach & Benson Taylor                      | Jochen Flach & Benson Taylor                      | 出自專輯《Emotive Strings》                                         |
| 插曲   | Impossible                      | Light Follow (Feat. Matthew Heath & Grady Griggs) | Light Follow (Feat. Matthew Heath & Grady Griggs) | Light Follow (Feat. Matthew Heath & Grady Griggs) | 出自專輯《90's》                                                    |
| 插曲   | Becoming Closer (Trailer Music) | Udi Harpaz & Rotem Moav                           | Udi Harpaz & Rotem Moav                           | Udi Harpaz & Rotem Moav                           | 出自專輯《Indie Film Score Reload》                                 |
| 插曲   | The Contentedness Of Being      | 久升音藝-LOVELY MUSIC                             | 久升音藝-LOVELY MUSIC                             | 久升音藝-LOVELY MUSIC                             | 出自專輯《THE SILVER NOTEBOOK - UPLIFTING PIANO STRINGS FOR DRAMA》 |
| 插曲   | Carrot Top                      | Richard Kent, Marius De La Mer & Smudge Mason     | Richard Kent, Marius De La Mer & Smudge Mason     | Richard Kent, Marius De La Mer & Smudge Mason     | 出自專輯《Acoustic Pop, Vol. 3》                                    |
| 插曲   | Chapeau                         | Electro Swing Sessions Band                       | Electro Swing Sessions Band                       | Electro Swing Sessions Band                       | 出自專輯《Electro Swing Revolution》                                |
| 插曲   | Cha's Cha Cha                   | 5 Alarm Music                                     | 5 Alarm Music                                     | 5 Alarm Music                                     | 出自專輯《Martinis & Mischief》                                     |
| 插曲   | Isabel                          | Ralf Dieter Gscheidle                             | Ralf Dieter Gscheidle                             | Ralf Dieter Gscheidle                             | 出自專輯《Accordion World》                                         |
| 插曲   | Quiet Moment (Trailer Music)    | Udi Harpaz & Rotem Moav                           | Udi Harpaz & Rotem Moav                           | Udi Harpaz & Rotem Moav                           | 出自專輯《Indie Film Score Reload》                                 |

### 獲得獎項
| 年份   | 獲提名            | 獎項                    | 結果 |
| ------ | ----------------- | ----------------------- | ---- |
| 2018年 | 《HIStory2 越界》 | 第53屆金鐘獎 迷你劇集獎 | 入圍 |

## 外部連結
- 互联网电影数据库（IMDb）上《HIStory》的资料（英文）
- 在影視圈圈上《HIStory2-是非》的資料
- 在影視圈圈上《HIStory2-越界》的資料
- 在TMDB上《HIStory2-是非（页面存档备份，存于）》的資料
- 在Netflix上觀看《HIStory2》